# Grand Prix of Cleveland 2007
Grand Prix of Cleveland 2007 var den femte deltävlingen i Champ Car 2007. Racet kördes den 24 juni på Burke Lakefront Airport i centrala Cleveland. Paul Tracy tog sin 31:a och avslutande Champ Car-seger efter ett spännande race med mängder av händelser. Robert Doornbos tog sig in i mästerskapskampen på allvar, tack vare sin andraplats, medan Neel Jani slutade trea. Sébastien Bourdais drabbades av tekniska problem, men behöll trots det mästerskapsledningen.

## Slutresultat
| Plats | Förare             | Team                      | Grid | Kvaltid |
| ----- | ------------------ | ------------------------- | ---- | ------- |
| 1     | Paul Tracy         | Forsythe Racing           | 7    | 56,065  |
| 2     | Robert Doornbos    | Minardi Team USA          | 5    | 56,751  |
| 3     | Neel Jani          | PKV Racing                | 11   | 57,400  |
| 4     | Justin Wilson      | RSPORTS                   | 8    | 57,079  |
| 5     | Simon Pagenaud     | Team Australia            | 2    | 56,388  |
| 6     | Alex Tagliani      | RSPORTS                   | 9    | 57,199  |
| 7     | Oriol Servià       | Forsythe Racing           | 10   | 57,380  |
| 8     | Graham Rahal       | Newman/Haas Racing        | 4    | 56,588  |
| 9     | Ryan Dalziel       | Pacific Coast Motorsports | 16   | 57,926  |
| 10    | Will Power         | Team Australia            | 3    | 56,473  |
| 11    | Dan Clarke         | Minardi Team USA          | 6    | 57,001  |
| 12    | Sébastien Bourdais | Newman/Haas Racing        | 1    | 56,363  |
| 13    | Tristan Gommendy   | PKV Racing                | 12   | 57,516  |
| 14    | Jan Heylen         | Conquest Racing           | 17   | 58,116  |
| 15    | Katherine Legge    | Dale Coyne Racing         | 15   | 57,811  |
| 16    | Bruno Junqueira    | Dale Coyne Racing         | 14   | 57,758  |
| 17    | Alex Figge         | Pacific Coast Motorsports | 13   | 57,626  |